# Atsushi Oka
Atsushi Oka (岡篤志?, Oka Atsushi; Tsukuba, 3 settembre 1995) è un ciclista su strada giapponese che corre per il JCL Team Ukyo. Attivo in formazioni UCI dal 2017, ha vinto tre tappe al Tour of Japan.

## Carriera
Il 13 dicembre 2020 è stato trovato positivo al diuretico acetazolamide e squalificato per quattro mesi.

## Palmarès
- 2013 (Juniores)

Campionati giapponesi, Prova a cronometro Junior
- 2019 (Utsunomiya Blitzen, una vittoria)

Prologo Tour of Japan (Sakai > Sakai, cronometro)
- 2022 (EF Education-Nippo Development Team, una vittoria)

3ª tappa Tour of Japan (Sagamihara > Sagamihara)
- 2023 (JCL Team Ukyo, due vittorie)

5ª tappa Tour of Japan (Shimohisakata > Shimohisakata)
Classifica generale Tour de Kumano
- 2024 (JCL Team Ukyo, una vittoria)

Classifica generale Tour de Kumano
- 2025 (JCL Team Ukyo, una vittoria)

1ª tappa Tour of Japan (Kyōtanabe > Seika)

### Altri successi
- 2013 (Juniores)

Miyada Criterium
- 2024 (JCL Team UKYO)

Classifica a punti Tour de Kumano

## Piazzamenti

### Competizioni mondiali
- Campionati del mondo

Toscana 2013 - Cronometro Junior: 29º
Toscana 2013 - In linea Junior: 120º
Richmond 2015 - Cronometro Under-23: 49º
Richmond 2015 - In linea Under-23: ritirato
Bergen 2017 - Cronometro Under-23: 44º
Bergen 2017 - In linea Under-23: 111º